# Ehrenfried Rudolph
Ehrenfried Rudolph (Krefeld, 14 de agosto de 1935) es un deportista alemán que compitió para la RFA en ciclismo en la modalidad de pista, especialista en las pruebas de persecución y medio fondo.
Ganó cuatro medallas en el Campeonato Mundial de Ciclismo en Pista entre los años 1962 y 1970.

## Medallero internacional
| Campeonato Mundial | Campeonato Mundial      | Campeonato Mundial | Campeonato Mundial          |
| Año                | Lugar                   | Medalla            | Competición                 |
| ------------------ | ----------------------- | ------------------ | --------------------------- |
| 1962               | Milán (Italia)          | Medalla de oro     | Persecución por equipos (A) |
| 1966               | Fráncfort (RFA)         | Medalla de plata   | Medio fondo (P)             |
| 1968               | Roma (Italia)           | Medalla de bronce  | Medio fondo (P)             |
| 1970               | Leicester (Reino Unido) | Medalla de oro     | Medio fondo (P)             |